# Mazda 616
Der Mazda 616 war ein Automobil der Mittelklasse und wurde von 1970 bis 1979 im Mazda-Stammwerk Hiroshima gebaut. In Japan trug der 616 die Modellbezeichnung Capella, die auch die Nachfolgemodelle zierte, während diese auf den Exportmärkten unter der Bezeichnung 626 verkauft wurden.
Mit den Modellen 1000/1300, 1500/1800, 616, 818 und 929 sowie den Wankelmodellen RX-2 und RX-3 streckte Mazda zu Beginn der 1970er Jahre die Fühler nach den Exportmärkten Europa und USA aus. Dem Verkaufserfolg hinderlich war zudem, dass japanische Hersteller zu jener Zeit das Blechkleid ihrer Automodelle nach US-amerikanischem Stilempfinden formten. Während dies in den USA als Hommage durchging, mochten sich europäische Autokäufer nicht so recht mit den kühn geschwungenen Linien und dem großzügigen Chromschmuck anfreunden. Mazda begegnete dem schwierigen Marktumfeld mit umfangreicher Ausstattung und niedrigen Verkaufspreisen, es dauerte aber einige Jahre, bis sich Autos der Marke Mazda auf dem europäischen Markt etabliert hatten. Der Mazda 616 ist auf europäischen Straßen stets ein Außenseiter geblieben; erst dem deutlich schlichter geformten Nachfolgemodell 626 war größerer Erfolg beschieden.
Der Mazda 616 wurde als viertürige Limousine (Sedan) und als zweitüriges Coupé angeboten. Beide verfügten über einen wassergekühlten 1,6-Liter-Hubkolbenmotor, der 55 kW (75 PS) leistete und über ein Viergang- oder Automatikgetriebe und eine Kardanwelle die Hinterräder antrieb. Für kurze Zeit konnte auch ein 1,8-Liter-Motor mit 74 kW (100 PS) geordert werden, Modelle mit diesem Motor trugen die Bezeichnung Mazda 618. Im Grunde war auch das Wankelmodell RX-2 eine Motorisierungsvariante des 616, zumal der RX-2 sich hauptsächlich durch einige Ausstattungsdetails und natürlich den Antrieb vom 616 unterschied.
Während seiner Bauzeit ist dem Mazda 616 immer wieder Modellpflege zuteilgeworden. So wurden die rechteckigen Breitbandscheinwerfer der ersten Serie  1972 durch die runden Doppelscheinwerfer des RX-2 ersetzt und auch die Heckgestaltung ist mehrmals geändert worden. Ab 1975 erhielt die Karosserie des 616 eine etwas längere und markanter gestaltete Front. In dieser Form ist das Modell bis 1979 gebaut worden.